# Continental IO-550
Continental IO-550 ist eine Familie von luftgekühlten Sechszylinder-Boxermotoren mit Benzineinspritzung für den Einsatz in Kleinflugzeugen. Entwickelt wurde das Triebwerk von Teledyne Continental Motors. Der erste IO-550 wurde 1983 ausgeliefert und das Modell wird aktuell noch gebaut.
Beim IOF-550 handelt es sich um eine mit einer volldigitalen Triebwerkssteuerung der Firma Aerosance ausgerüsteten Version. Der TSIO-550 ist eine Version mit Doppelturbolader und der TSIOL-550 eine wassergekühlte Version. Im Gegensatz zu anderen Baureihen existiert in dieser keine Vergaservariante, die die Bezeichnung O-550 tragen würde. Daher handelt es sich beim IO-550 um das Basismodell.
Die Baureihe IO-550 konkurriert mit der Baureihe IO-580 von Lycoming, bei der es sich ebenfalls um Sechszylindermotoren mit ähnlicher Leistung und ähnlichem Gewicht handelt.

## Entwicklung und Konstruktion
Die Baureihe IO-550 wurde aus der Baureihe IO-520 entwickelt. Dabei wurde der Kolbenhub von 4 auf 4,25 Zoll und damit der Hubraum auf 552 in³ (9,05 Liter) erhöht. Sie enthält Motoren mit Leistungen zwischen 280 PS (206 kW) und 360 PS (265 kW).
Die Entwicklung der Motoren begann in den frühen 1980er Jahren. Das erste Modell wurde auf Basis der FAR 33 am 13. Oktober 1983 zugelassen.

## Technische Daten (IO-550-A)
| Bohrung     | 5,25 in (133 mm)               |
| Hub         | 4,25 in (108 mm)               |
| Verdichtung | 8,5:1                          |
| Kraftstoff  | AVGAS 100LL                    |
| Leistung    | 300 PS (221 kW) bei 2700 min−1 |
| Gewicht     | 430,72 lb (195 kg)             |

## Modelle
IO-550-A
300 PS (221 kW) bei 2700 1/min, Trockengewicht 430,72 lb (195 kg). Zugelassen am 13. Oktober 1983.
IO-550-B
300 PS (221 kW) bei 2700 1/min, Trockengewicht 421,61 lb (191 kg). Zugelassen am 13. Oktober 1983.
IO-550-C
300 PS (221 kW) bei 2700 1/min, Trockengewicht433,20 lb (196 kg). Zugelassen am 13. Oktober 1983.
IO-550-D
300 PS (221 kW) bei 2700 1/min, Trockengewicht 437,1 lb (198 kg). Zugelassen am 23. Juni 1988.
IO-550-E
300 PS (221 kW) bei 2700 1/min, Trockengewicht 450,50 lb (204 kg). Zugelassen am 20. Dezember 1989.
IO-550-F
300 PS (221 kW) bei 2700 1/min, Trockengewicht 437,1 lb (198 kg). Baugleich mit IO-550-A, B und C, jedoch mit obenliegender Luftansaugung und einer 12,7 Liter großen Ölwanne. Zugelassen am 23. Juni 1988.
IO-550-G
280 PS (206 kW) bei 2500 1/min, Trockengewicht 428,97 lb (195 kg). Zugelassen am 17. März 1989.
IO-550-L
300 PS (221 kW) bei 2700 1/min, Trockengewicht 438,5 lb (199 kg). Zugelassen am 23. Juni 1988.
IO-550-N
310 PS (228 kW) bei 2700 1/min, Trockengewicht 429,97 lb (195 kg). Baugleich mit IO-550-G mit erhöhter Leistung. Zugelassen am 16. August 1996.
IO-550-P
310 PS (228 kW) bei 2700 1/min, Trockengewicht 429 lb (195 kg). Baugleich mit IO-550-N mit der Ölwanne des IO-550-L. Zugelassen am 1. März 2000.
IO-550-R
310 PS (228 kW) bei 2700 1/min, Trockengewicht 439,5 lb (199 kg). Baugleich mit IO-550-N mit der Ölwanne, der Ölsaugleitung und den Befestigungen des IO-550-B. Zugelassen am 1. März 2000.

### Modelle mit elektronischer Steuerung
IOF-550-B
300 PS (221 kW) bei 2700 1/min, Trockengewicht 447,1 lb (203 kg). Baugleich mit IO-550-B mit FADEC. Zugelassen am 4. Februar 2002.
IOF-550-C
300 PS (221 kW) bei 2700 1/min, Trockengewicht 453,2 lb (206 kg). Baugleich mit IO-550-C mit FADEC. Zugelassen am 4. Februar 2002.
IOF-550-D
300 PS (221 kW) bei 2700 1/min, Trockengewicht 455,0 lb (206 kg). Baugleich mit IO-550-D mit FADEC. Zugelassen am 4. Februar 2002.
IOF-550-E
300 PS (221 kW) bei 2700 1/min, Trockengewicht 462,8 lb (210 kg). Baugleich mit IO-550-E mit FADEC. Zugelassen am 4. Februar  2002.
IOF-550-F
300 PS (221 kW) bei 2700 1/min, Trockengewicht 460,1 lb (209 kg). Baugleich mit IO-550-F mit FADEC. Zugelassen am 4. Februar 2002.
IOF-550-L
300 PS (221 kW) bei 2700 1/min, Trockengewicht 455,0 lb (206 kg). Baugleich mit IO-550-L mit FADEC. Zugelassen am 4. Februar 2002.
IOF-550-N
310 PS (228 kW) bei 2700 1/min, Trockengewicht 460,0 lb (209 kg). Baugleich mit IO-550-N mit FADEC. Zugelassen am 4. Februar 2002.
IOF-550-P
310 PS (228 kW) bei 2700 1/min, Trockengewicht 460,0 lb (209 kg). Baugleich mit IO-550-P mit FADEC. Zugelassen am 4. Februar 2002.
IOF-550-R
310 PS (228 kW) bei 2700 1/min, Trockengewicht 470,5 lb (213 kg). Baugleich mit IO-550-R mit FADEC. Zugelassen am 4. Februar 2002.

### Turboaufgeladene Modelle
TSIO-550-A
360 PS (265 kW) bei 2600 1/min, Trockengewicht 442 lb (200 kg) mit zwei Turboladern mit je 28,2 lb (13 kg).
TSIO-550-B
350 PS (257 kW) bei 2700 1/min, Trockengewicht 442 lb (200 kg) mit zwei Turboladern mit je 28,2 lb (13 kg). Baugleich mit TSIO-550-A mit einer 12,7 Liter großen Ölwanne, einer einstufigen Kraftstoffpumpe statt der im TSIO-550-A verwendeten zweistufigen Pumpe und ohne Venturi-Düse.
TSIO-550-C
310 PS (228 kW) bei 2600 1/min, Trockengewicht 442 lb (200 kg) mit zwei Turboladern mit je 28,2 lb (13 kg).
TSIO-550-E
350 PS (257 kW) bei 2700 1/min, Trockengewicht 442 lb (200 kg) mit zwei Turboladern mit je 28,2 lb (13 kg). Baugleich mit TSIO-550-C mit der Ölwanne und der Leistung des TSIO-550-B.
TSIO-550-G
310 PS (228 kW) bei 2700 1/min, Trockengewicht 554 lb (251 kg) mit zwei Turboladern mit je 28,2 lb (13 kg). Baugleich mit TSIO-550-E mit kleinerer Kühlung, anderer Ölwanne und geringerer Leistung.
TSIO-550-K
315 PS (232 kW) bei 2500 1/min, Trockengewicht 522 lb (237 kg) mit zwei Turboladern mit je 28,2 lb (13 kg). Baugleich mit TSIO-550-E mit neuer Ölwanne, reduzierter Leistung, erhöhtem Ladedruck, reduzierter Drehzahl und verjüngten Zylinderlaufbuchsen.

### Turboaufgeladene Modelle mit elektronischer Steuerung

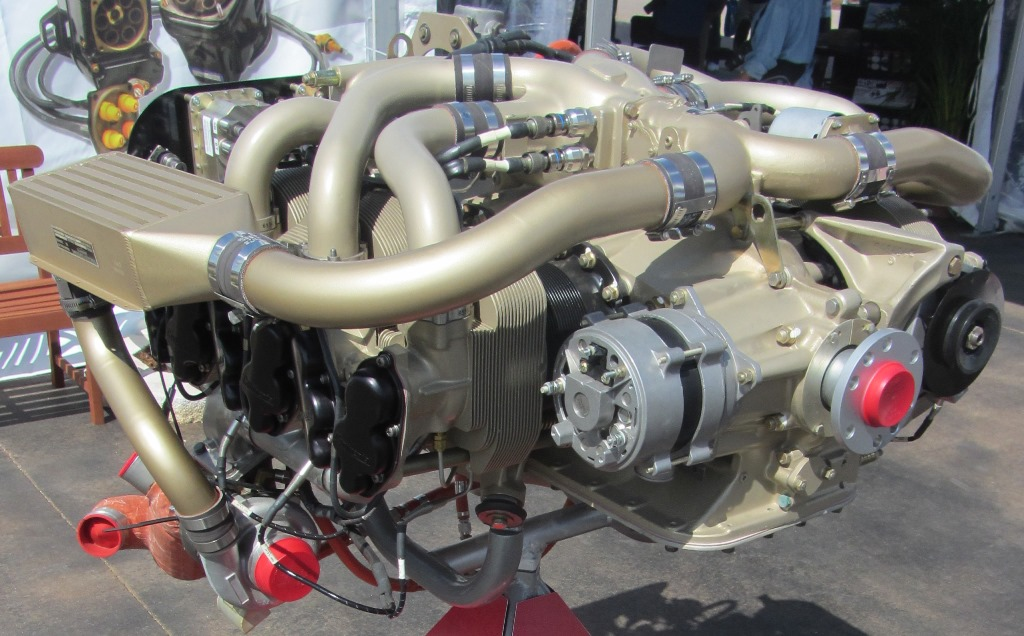
TSIOF-550-D
350 PS (257 kW) bei 2600 1/min, Trockengewicht 558 lb (253 kg) mit zwei Turboladern mit je 35,2 lb (16 kg). Baugleich mit TSIOF-550-J mit anderem Abgassystem und anderem Niederspannungskabelbaum.
TSIOF-550-J
350 PS (257 kW) bei 2600 1/min, Trockengewicht 558 lb (253 kg) mit zwei Turboladern mit je 35,2 lb (16 kg). Baugleich mit TSIO-550-E mit FADEC, Turboladern, verjüngten Zylinderlaufbuchsen, anderer Ölwanne und unterschiedlicher Maximaldrehzahl.
TSIOF-550-K
315 PS (232 kW) bei 2500 1/min, Trockengewicht 537,3 lb (244 kg) mit zwei Turboladern mit je 28,2 lb (13 kg). Baugleich mit TSIO-550-K mit FADEC.

### Wassergekühlte Modelle
TSIOL-550-A
350 PS (257 kW) bei 2700 1/min, Trockengewicht 402 lb (182 kg). Baugleich mit TSIO-520-NB mit neuer Zylinderkonstruktion für die Wasserkühlung. Die Kühlmittelzuführung befindet sich auf der Oberseite des Zylinderkopfs, die Kühlmittelpumpe ist an der Anlasserhalterung montiert. Der Ölkühler dagegen ist nicht am Motor, sondern an der Flugzeugzelle befestigt. Das Triebwerk verfügt über einen TA81 Turbolader der Firma AiResearch.
TSIOL-550-B
325 PS (239 kW) bei 2700 1/min, Trockengewicht 557 lb (253 kg). Baugleich mit TSIO-520-UB mit den gleichen Erweiterungen wie der TSIOL-550-A.
TSIOL-550-C
350 PS (257 kW) bei 2600 1/min, Trockengewicht 546 lb (248 kg). Baugleich mit TSIOL-550-A mit dem Abgassystem und der Turboladerbefestigung des TSIOL-550-B. Das Triebwerk ist für die Montage eines TA81 Turboladers vorbereitet und verfügt weder über Öl- noch über Wasserkühler.

### Modelle mit Getriebe
GIO-550-A
Ein Triebwerk speziell für die RU-38 Twin Condor mit einem Untersetzungsgetriebe mit einer Untersetzung von 3:2, das die Drehzahl auf maximal 2267 1/min reduziert.

## Verbreitung

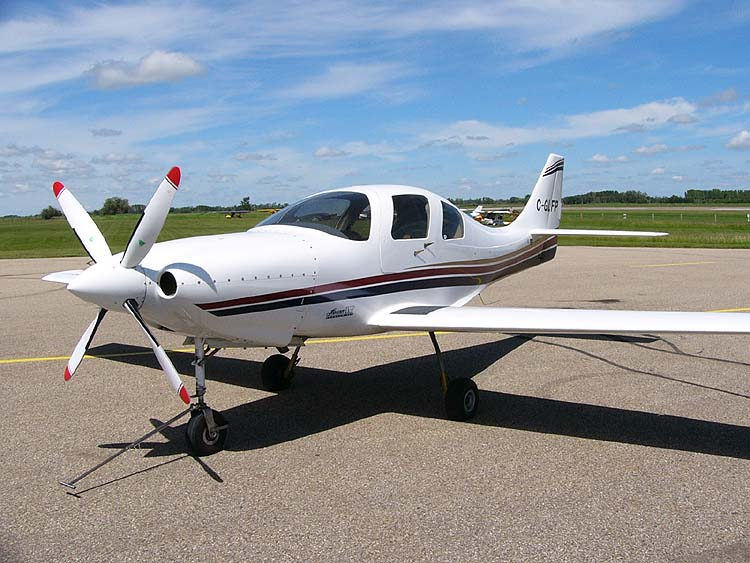
TSIO-550 in einer Lancair IV-P

IO-550
- Beechcraft Baron
- Beechcraft Bonanza
- Cessna 182[8]
- Cessna 206
- Cessna 210[9]
- Cessna 350
- Cirrus SR22
- Lancair ES
- Lancair Legacy
- Mooney M20

TSIO-550
- Adam A500
- Cessna 400
- Lancair IV
- Mooney M20TN
- Cirrus SR22T

TSIOF-550
- Diamond DA50

TSIOL-550
- Extra EA-400

GIO-550
- Schweizer RU-38 Twin Condor